# Kongeraal

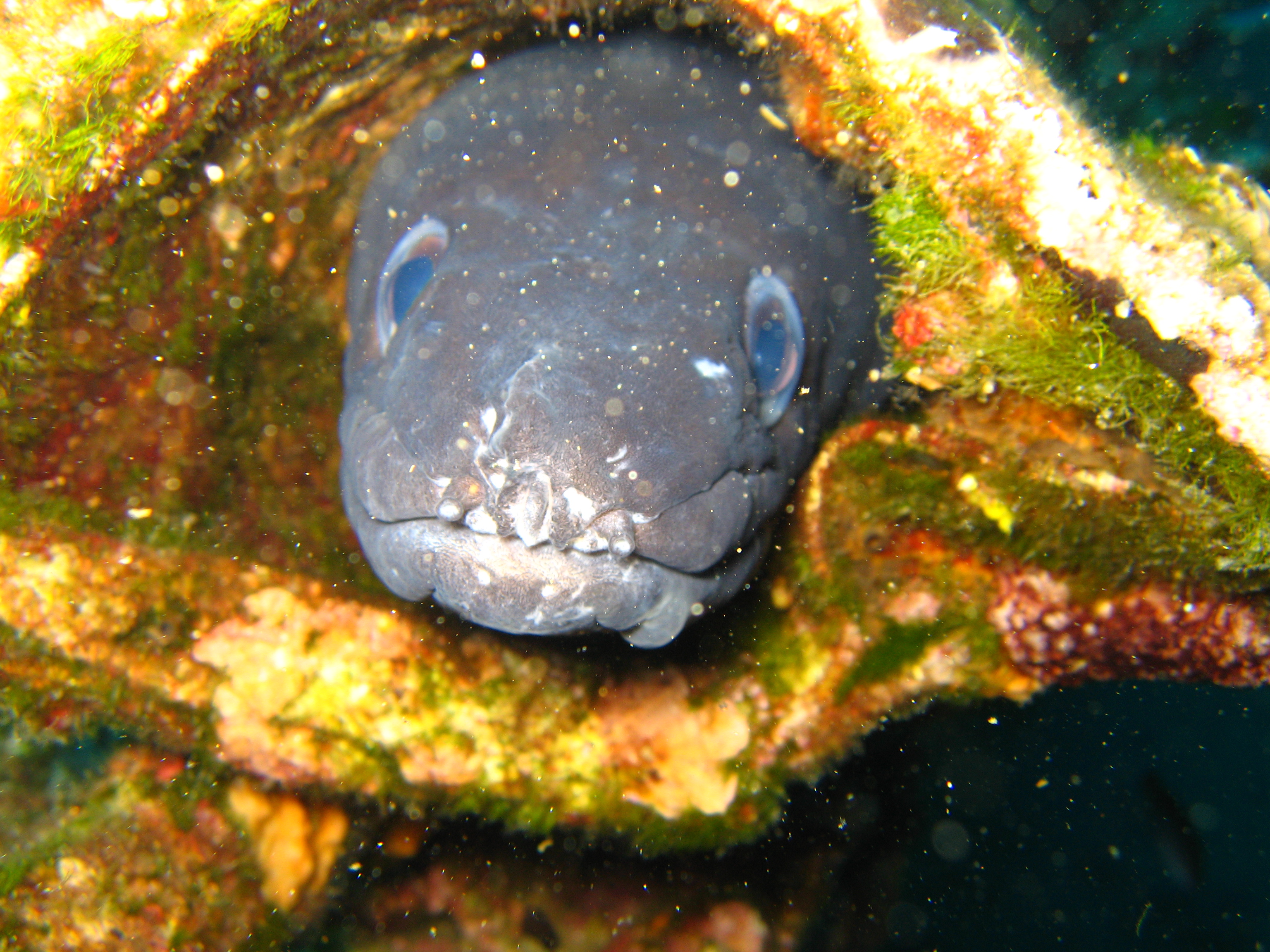
Kongeraal in schuilplaats

De kongeraal (Conger conger), congeraal of zeepaling is een straalvinnige vis die behoort tot de zeepalingen (Congridae).

## Kenmerken
Deze vis heeft een dik, slangachtig, donkergrijs lichaam met een lange kop. Hij heeft geen schubben en buikvinnen, maar wel een fors gebit. De vis kan een lengte bereiken van 300 cm en een gewicht van 110 kg, maar is gemiddeld 100 cm (man) en 150 cm (vrouw). De soort kan eenvoudig van de paling worden onderscheiden doordat de bovenkaak uitsteekt tot voorbij de onderkaak.

## Leefwijze
Het voedsel van deze nachtactieve aal bestaat uit vissen, kreeftachtigen en koppotigen, die hij 's nachts overvalt. Overdag verschuilt hij zich in een hol, in een wrak of tussen het rif.

## Verspreiding en leefgebied
De zeepaling is een zoutwatervis. In Nederland wordt ze slechts incidenteel gevangen.
De vis prefereert een gematigd klimaat en leeft hoofdzakelijk in Het Kanaal, de kustzone van de Atlantische Oceaan en in de Middellandse Zee.
De diepteverspreiding is van 0 tot 500 m onder het wateroppervlak.
Net als de murene zoekt de kongeraal een plek in een wrak, in koraal of gesteente om zich de rest van zijn leven daar te nestelen.

## Voortplanting
In de zomer trekken de volwassen dieren weg van de kust naar dieper water om te paaien. Een legsel bestaat uit 3 tot 8 miljoen eieren, waaruit doorzichtige, aalvormige larven komen. Deze keren na 1 tot 2 jaar terug naar de kust om zich daar als jonge aal te vestigen. Ze worden geslachtsrijp na 5 tot 15 jaar.

## Relatie tot de mens
De zeepaling is voor de visserij van aanzienlijk commercieel belang. In het Kanaal en op andere geschikte plaatsen wordt de vis door hengelsporters veel gevangen tijdens de zogenaamde wrakvisserij waarbij de boot wordt geankerd boven een oud scheepswrak. Met behulp van natuurlijk aas (makreel, steenbolk of inktvis) wordt geprobeerd de zeepaling te verschalken.